# 불법사망
불법사망(不法死亡, wrongful death)은 영미법에서 인명의 사망을 일으킨 사람에게 대해 제기할 수 있는 법적 청구이다.  일반적으로 불법행위 피해자는 본인이 소를 제기하나 사망자의 경우 소를 제기할 수 없기 때문에 불법사망 법리를 통해 이 문제를 해결한다. 민사 불법행위의 일부분으로 현재 미국, 영국 등에서 이 법리가 적용된다. 유가족이 피해자의 사망으로 인한 손해배상 청구를 wrongful death action이라고 한다.

## 예외
명예훼손, 초상권, 악의적 기소 등에는 적용되지 않는다.

## 참고 문헌
- Black's Law Dictionary 1486 (8th ed. 2004)
- 한국일보 유익한 상법 - 원고가 사망했을 때 2010-05-28